# Campanula sidoniensis
Campanula sidoniensis là loài thực vật có hoa trong họ Hoa chuông. Loài này được Boiss. & Blanche mô tả khoa học đầu tiên năm 1856.